# Jiří Homola (1980)
Jiří Homola (* 2. července 1980 v Nymburce) je český fotbalový obránce.

## Klubová kariéra
Fotbal začal hrát v TJ Sokol Přerov nad Labem v šesti letech. Poté hrál dva roky v SK Český Brod, za žáky hrál ještě v SK Union Čelákovice a dokonce v pražské Slavii. V devatenácti letech přestoupil do Jablonce, kde hrál pět let. V lednu 2003 přestoupil do Sparty. Zde střídal období, kdy byl v základní sestavě, a období kdy zápasy jen proseděl na lavičce náhradníků. V létě 2005 byl přeřazen do béčka, ale naskytla se mu možnost odejít do tureckého Malatyasporu. V Turecku vydržel pouze jednu sezonu a v létě 2006 se vrátil do Sparty. Na konci února přestoupil do Jablonce, odkud hostoval v druholigové Karviné, třetiligových Jirnech a v sezóně 2014/15 v divizním FK Dobrovice, se kterým vybojoval postup do ČFL.